# 2007년 9월
| 2007년: 1월 · 2월 · 3월 · 4월 · 5월 · 6월 · 7월 · 8월 · 9월 · 10월 · 11월 · 12월 |

| <          | 2007년 9월 | 2007년 9월  | 2007년 9월 | 2007년 9월 | 2007년 9월 | >           |
| 일         | 월         | 화          | 수         | 목         | 금         | 토          |
|            |            |             |            |            |            | 1 7.20 무술 |
| 2 21 기해  | 3 22 경자  | 4 23 신축   | 5 24 임인  | 6 25 계묘  | 7 26 갑진  | 8 27 을사   |
| 9 28 병오  | 10 29 정미 | 11 8.1 무신 | 12 2 기유  | 13 3 경술  | 14 4 신해  | 15 5 임자   |
| 16 6 계축  | 17 7 갑인  | 18 8 을묘   | 19 9 병진  | 20 10 정사 | 21 11 무오 | 22 12 기미  |
| 23 13 경신 | 24 14 신유 | 25 15 임술  | 26 16 계해 | 27 17 갑자 | 28 18 을축 | 29 19 병인  |
| 30 20 정묘 |            |             |            |            |            |             |

| - 9월 6일 - 루치아노 파바로티 - 9월 6일 - 이애정 - 9월 27일 - 나가이 겐지 편집하기 |

## 2007년9월 30일
- 6자회담 참가국들은 비핵화 2단계 로드맵이 들어있는 합의문을 채택했다.

## 2007년9월 27일
- 탈레반 대변인 아마디가 동생과 함께 체포되었다.

## 2007년9월 26일
- 일본의 총리에 후쿠다 야스오가 정식으로 임명되어 후쿠다 야스오 내각이 성립하였다.
- 미얀마(구 버마)에서 민주화를 요구하던 불교 승려 3명과 시민 1명이 군사정권의 총격으로 사망하였다.
- 장미란선수가 세계역도선수권 대회에서 우승하여 3연패라는 기록을 세웠다.

## 2007년9월 23일
- 일본 자유민주당의 총재 선거에서 후쿠다 야스오 전 관방장관이 아소 다로를 누르고 총재로 당선되어 차기 총리 취임자로 확정되었다.

## 2007년9월 18일
- 신정아 전 동국대 조교수에 대한 구속영장 청구가 법원에 의해 기각됐다.
- 대한민국 정부는 양심적 병역거부자에 대한 대체복무제를 실시할 것을 발표하였다.

## 2007년9월 16일
- 신정아 전 동국대 조교수가 오후 5시(KST)경 인천국제공항을 통해 귀국해 곧장 검찰에 연행되었다.
- 태풍 나리가 한반도를 지나면서 제주도를 비롯한 전라도, 경상도 지역에 많은 피해가 발생했다.
- 푸켓에서 여객기가 착륙도중 추락하는 사고가 발생했다.

## 2007년9월 15일
- 민주노동당의 권영길 후보가 경선 결선투표에서 52.74%를 획득함에 따라 심상정 후보를 제치고 민주노동당의 대통령 선거 후보가 되었다.

## 2007년9월 14일
- 대통합민주신당의 한명숙 후보가 대통령선거 당 경선 참여를 포기하고 이해찬 본경선후보 지지를 선언하였고, 다음날(15일)에는 유시민도 경선 참여를 포기했다.

## 2007년9월 12일
- 일본의 아베 신조 총리가 사의를 표명했다.
- 필리핀 법원은 조지프 에스트라다 전 대통령에게 재임중 금전적 비리 혐의를 인정하고 종신형을 선고했다.

## 2007년9월 11일
- 보복폭행 혐의로 1심에서 실형을 선고 받았던 김승연 한화그룹 회장이 항소심에서 집행유예형을 선고받고 석방됐다.

## 2007년9월 10일
- 대한민국의 변양균 청와대 정책실장이 신정아 스캔들로 인한 언론 보도로 사퇴했다.

## 2007년9월 9일
- 새벽에 열린 2008 베이징올림픽 축구 최종예선에서 대한민국 올림픽 대표팀이 바레인을 강민수의 골에 힘입어 1-0으로 이겼다.
- 자메이카의 육상 단거리 선수 아사파 포웰이 이탈리아에서 열린 IAAF 그랑프리 남자 100 미터 부문에서 9.74초를 기록하며 새로운 세계 기록을 수립하였다.

## 2007년9월 8일
- 오스트레일리아의 시드니에서 아시아 태평양 경제협력체가 개막되었다.

## 2007년9월 7일
- 미국의 조지 W. 부시 대통령은 조선민주주의인민공화국이 핵무기 개발 계획을 포기하면 평화 조약을 맺을 용의가 있다고 밝혔다.

## 2007년9월 6일
- 이탈리아의 성악가 루치아노 파바로티가 사망하였다.
- 비자금을 조성해 수백억원의 회삿돈을 횡령한 혐의로 기소되어 1심에서 실형을 선고받았던 정몽구 현대-기아 자동차 그룹 회장에게 향후 5년간 8400억원을 사회에 출연하는 등 사회봉사를 하는 조건으로 집행유예가 선고됐다.
- 청와대는 이명박 한나라당 대선 후보와 안상수 원내대표 등을 허위사실 유포에 의한 명예훼손 혐의로 이르면 검찰에 고소하기로 했다고 발표했다.
- 대한민국의 대학수학능력시험 모의평가가 실시되었다.

## 2007년9월 5일
- 대한민국 대통합민주신당 대선 후보 예비경선 결과 손학규, 정동영, 이해찬, 한명숙, 유시민 후보가 대통합민주신당 본경선후보로 확정되었다.
- 고산이 대한민국 최초의 우주비행사로 선발되었다.
- 여수MBC에서 열린 '광양만권 도시 통합과 광역행정 활성화' 토론회에서 여수시와 순천시, 광양시 시장들이 오는 10월초까지 '3개시 통합 양해각서(MOU)'를 체결하고 통합을 하기로 합의하였다.

## 2007년9월 2일
- 탈레반에 납치됐던 나머지 인질 19명이 인천국제공항을 통해 귀국하였다.

## 2007년9월 1일
- 진주시 등지에서 3명을 연쇄살인하고 30차례가 넘는 강도짓을 저지른 혐의로 특명 공개수배 프로그램에 수배된 살인용의자 안진수를 검거했다.